# Mauricio Wright
Wilber Mauricio Wright Reynold (Aserrí, San José, Costa Rica, 20 de diciembre de 1970) es un exfutbolista costarricense. Actualmente, no dirige ningún equipo.

## Trayectoria

### Como jugador
Mauricio Wright tuvo su infancia en el barrio Santa Teresita en Aserrí y es uno de once hermanos. Empezó en el deporte en el equipo de San Miguel de la segunda categoría, donde su posición era de enganche o volante. En un partido que se dio ante el Deportivo Saprissa que era dirigido por Odir Jacques, este vio las cualidades de Wright y finalmente lo invitó a entrenar, para después quedarse en el equipo.
Su debut en la Primera División se produjo en 1991, en el juego que enfrentó a Turrialba en el Estadio Rafael Ángel Camacho. Wright reemplazó a Vladimir Quesada quien era un consolidado en el equipo y ocupó la posición de lateral derecho. Asimismo pudo aportar una asistencia en el gol de los morados. El futbolista fue apoyado especialmente por Enrique Díaz que le llevaba a los entrenamientos, por Evaristo Coronado y José Jaikel, este último le ayudó con la alimentación. En el plano deportivo, Wright conquistó dos títulos nacionales en las temporadas de 1993-94 y 1994-95, también se hizo con los cetros continentales de la Copa de Campeones de la Concacaf en sus ediciones de 1993 y 1995. Fue subcampeón de la Copa Interamericana 1994 y 1997, tras perder las finales ante Universidad Católica de Chile y Atlético Nacional de Colombia, respectivamente.
El 13 de enero de 1998, Wright se convirtió en legionario al firmar con el Comunicaciones de Guatemala. En el torneo de liga, el defensa logró veintidós apariciones y marcó dos goles, uno de ellos en el juego por la hexagonal final contra el Suchitepéquez. Su equipo se proclamó campeón de la temporada 1997-98 al quedar líder de las dos etapas de clasificación.
El 19 de marzo de 1999, se confirma la transferencia del jugador al San Jose Earthquakes de la Major League Soccer. La gerente general del club, Lynne Meterparel, declaró que "Mauricio Wright es uno de los mejores defensores centrales en Centroamérica, y está justo en la cima de su carrera; añadirlo a nuestra línea de atrás mejora nuestra defensa". Este argumento fue apoyado por el técnico Brian Quinn, quien confió en Wright para hacerlo uno de los pilares de la defensa, pues su labor no se limitó a lo sucedido en la cancha, sino en la de aconsejar a los más jóvenes e inculcarles la idea de mantener la cabeza en alto. El 9 de julio fue convocado en la lista para el Juego de las Estrellas de la liga, siendo el primer costarricense en formar parte de este evento. En el partido disputado el 17 de julio, Mauricio representó a la Conferencia Oeste, ingresó de cambio al comienzo del segundo tiempo y colaboró con un gol al minuto 84', en la victoria por 6-4.
El 1 de junio de 2000, el New England Revolution de Estados Unidos intercambia a los jugadores Mike Burns y Dan Calichman, así como una elección de la primera ronda del draft, para hacerse con los servicios de Mauricio Wright.
Wright logró la libertad del equipo estadounidense para regresar a Costa Rica a partir de 2002, calificando su etapa como provechosa donde fue capitán de los dos equipos. Su primera opción fue incorporarse al Deportivo Saprissa, pero el entrenador Patricio Hernández decidió descartarlo. Pese a ello, el 21 de enero se integró a las prácticas con el Herediano, club que le firmó por una temporada. Tras el entrenamiento declaró: "es un placer para mí estar de vuelta para comenzar una nueva etapa. Si bien es cierto que lo de la MLS y mi venida al Saprissa fue un poco triste, lo bueno es que encontré un equipo en el que me abrieron las puertas y está lleno de gente de gran calidad". Disputó únicamente el Torneo de Clausura con los florenses.
El 6 de julio de 2002, Wright firmó un contrato de tres años con el AEK Atenas de Grecia. Su debut en un partido oficial se dio el 13 de agosto, por la ida de la tercera ronda clasificatoria a la Liga de Campeones contra el APOEL de Chipre. Con su participación en la totalidad de los minutos, Wright se convirtió en el primer costarricense en disputar un juego del torneo máximo de clubes europeos. En el duelo de vuelta del 28 de agosto, Mauricio nuevamente hizo historia al anotar el gol de la victoria por 1-0, de esta manera sellando el pase a la fase de grupos de la competición. A pesar de su regularidad en el equipo, de veinticinco juegos en liga, Wright debió dejarlo en agosto de 2003 ya que vivió una situación incómoda de estar bastantes meses sin salario, premios y parte del fichaje.
El 17 de agosto de 2003, el defensor viajó a China para ser nuevo jugador del Shenyang Ginde, aceptando un vínculo de solo cuatro meses. Su objetivo fue de ambientarse rápido a esa liga, no perder su forma y tener la posibilidad de una buena recompensa económica. En competencia solo alcanzó tres participaciones, mientras que su contrato se acabó en octubre antes de lo esperado que era el 30 de noviembre.
El 9 de enero de 2004, Mauricio regresó a su país para concretar su fichaje por segunda vez en el Herediano, con un contrato inicial de seis meses con posibilidad a una extensión de dos temporadas. En su etapa como florense, sacó del retiro la dorsal «1» en honor al guardameta Léster Morgan. En su primera competición pudo ganar el Torneo de Clausura, pero no así la final nacional que perdió frente al Deportivo Saprissa. El 21 de marzo de 2006, Wright estuvo en análisis sobre la posibilidad de retirarse al final de la campaña, alegando no sentirse mal físicamente, sino a una condición anímica.
A partir del 4 de agosto de 2006, Wright se incorporó a los entrenamientos del Deportivo Saprissa con la meta de participar en un partido y no aparecer más en la temporada, considerándolo como el juego de despedida de su carrera. El 13 de octubre tuvo su último encuentro en el Estadio Ricardo Saprissa frente al Brujas, actuando por 56 minutos con la dorsal «19».

### Como entrenador

#### Brujas F. C.
El 8 de mayo de 2007, Wright fue confirmado como el entrenador del Brujas, en sustitución del colombiano Carlos Restrepo, lo que marca el inicio de una nueva etapa en su vida. En su presentación dijo: "Me seduce la idea de hacer algo importante en el ámbito de la dirección (técnica). Soy una persona de hechos y no de palabras"; además, conformó el cuerpo técnico asistido por Hugo Viegas y Fernando Ponce. Su debut como estratega se dio en la primera fecha del Campeonato de Invierno, el 29 de julio contra el Cartaginés en el Estadio "Fello" Meza, empatando el duelo a un gol. Después de cuatro empates y una derrota, Wright consiguió su primer triunfo el 9 de septiembre por 1-2 de visita sobre San Carlos.
Mauricio accedió con su club a la ronda final de cinco torneos consecutivos, quedando eliminado ya sea en cuartos o semifinales. En el Campeonato de Invierno 2009, cosechó su primer título de liga el 28 de diciembre, tras derrotar al Puntarenas en los penales luego de los empates en los dos duelos de la final.
El 27 de abril de 2010, Wright dejó su cargo como entrenador y pasó a la gerencia deportiva del club. Esta decisión fue tomada con base en los resultados obtenidos en el Campeonato de Verano, luego de quedar en el último lugar del grupo B. Su intención fue de seguir apoyando al equipo desde adentro, con la idea de proyectarlo a nivel internacional a los jugadores tanto del Brujas como de Barrio México, apoyado por algunos contactos internacionales que él conocía.

#### Puntarenas F. C.
El 28 de enero de 2011, Wright volvió a los banquillos al ser asignado como el nuevo estratega del Puntarenas, reemplazando a Alfredo Contreras. Aunque al principio parecía prometedor al hilar dos victorias sobre la Universidad de Costa Rica (0-2) y el Santos (2-0), terminó sufriendo cuatro derrotas seguidas ante Barrio México (1-0), Cartaginés (0-1), Saprissa (2-0) y Limón (1-4). El último resultado contra los limonenses hizo que Wright renunciara de su puesto.

#### Pérez Zeledón
El 8 de diciembre de 2011, el Pérez Zeledón incorpora a Mauricio como su técnico con el objetivo inicial de clasificarlo entre los primeros cuatro equipos. Se estrenó el 15 de enero de 2012, por la primera jornada del Campeonato de Verano venciendo por 2-1 a Belén. Alcanzó un invicto de diez partidos sin perder de las primeras fechas, y al cierre de la etapa regular del torneo pudo asegurar el liderato con treinta y siete puntos. Sin embargo, cayó en las semifinales frente al cuarto lugar que fue Herediano. El 8 de mayo confirmó que no seguiría en el club, dado que su contrato expiró.

#### Deportivo Malacateco
El 25 de mayo de 2012, Wright se convierte en entrenador del Deportivo Malacateco de la Liga Nacional de Guatemala. En su primer torneo alcanza la clasificación a la siguiente instancia, en la que se sobrepuso al Xelajú en cuartos de final pero terminó perdiendo en semifinales contra el Comunicaciones.
En la etapa como estratega del equipo, Wright logró tres clasificaciones consecutivas de cuatro disponibles a la etapa definitoria de los campeonatos, salvo en el Clausura 2014 que finalizó de penúltimo. El 13 de mayo dejó su cargo.

#### C. S. Cartaginés
El 13 de mayo de 2014, el Cartaginés presentó a Wright como nuevo director técnico del cuadro brumoso.
Su debut se produjo el 12 de julio de 2014, al derrotar por 3-1 a Pérez Zeledón en el inicio del Torneo de Copa. Superó la primera fase como líder del grupo C y accedió a las semifinales, instancia en la que venció a Alajuelense en los dos partidos con idéntico marcador de 2-1. El 10 de agosto obtiene el título con la victoria 3-2 sobre el Deportivo Saprissa.
El 3 de noviembre de 2014, es separado del club debido a los malos resultados que estaba obteniendo en el Campeonato de Invierno.

#### C. S. Herediano
El 23 de diciembre de 2014, el Herediano contrató a Wright como su nuevo técnico por seis torneos cortos.
Empezó la campaña del Campeonato de Verano 2015 el 18 de enero, tras vencer por 1-3 a Belén. En Liga de Campeones, ganó la serie de cuartos de final sobre el Olimpia de Honduras. El 17 de marzo venció al América de México por 3-0 en la ida, pero esta ventaja fue desaprovechada el 8 de abril al caer goleado por 6-0 en la vuelta. Con la derrota por 4-0 ante Alajuelense, el 28 de abril presentó su renuncia.

#### C. S. D. Municipal
El 9 de junio de 2015, Wright regresa a Guatemala para asumir la dirección técnica del Municipal.
El 16 de noviembre es cesado de su puesto por resultados negativos, producto de tres derrotas consecutivas y la eliminación en fase de grupos de la Liga de Campeones.

#### Pérez Zeledón
El 10 de diciembre de 2015, fue contratado por segunda vez en el Pérez Zeledón en reemplazo de Flavio Da Silva, con la tarea de sacar al club de la última posición. Con solo dos victorias en el arranque del Campeonato de Verano 2016, su equipo logró salir rápidamente de la zona de descenso y mantuvo una condición de invicto en cinco partidos. El 10 de febrero perdió su primer juego por 0-2 ante el Cartaginés, y después de ese momento cosechó resultados irregulares en los que inclusive tuvo cinco derrotas consecutivas.
Los malos resultados obtenidos en el Campeonato de Invierno 2016, de apenas dos victorias, tres empates y cinco derrotas hicieron que Wright fuera destituido de su cargo el 5 de septiembre.

#### C. F. Universidad de Costa Rica
El 28 de diciembre de 2016, Wright fue presentado como técnico de la Universidad de Costa Rica llegando a reemplazar a Randall Chacón, estando al frente por del club por seis meses. Dirigió la totalidad de las jornadas del Campeonato de Verano 2017, y aunque logró el objetivo mantener la categoría, el 17 de abril se anuncia su salida por disposiciones administrativas.

#### Deportivo Malacateco
El 27 de mayo de 2017, se hace oficial el regreso de Wright al Deportivo Malacateco de la Liga Nacional de Guatemala, donde firmó por un año. Debutó el 30 de julio con una victoria 3-0 sobre el Suchitepéquez. Al cierre de la etapa regular del Torneo de Apertura, su equipo finalizó en el octavo puesto y por lo tanto fuera de la zona de clasificación.
El 13 de febrero de 2018, Mauricio presentó su renuncia luego de los resultados adversos que estaba teniendo en el Torneo de Clausura.

#### A. D. Barrio México
Tras casi dos años de inactividad en los banquillos, el 4 de febrero de 2020, Wright vuelve a dirigir esta vez en el Barrio México de la Segunda División, como reemplazo de Óscar Rojas. Se estrenó el 9 de febrero con empate sin anotaciones frente a COFUTPA. Logró su primera victoria el 15 de febrero por 4-0 sobre Liberia. Accedió con su club a un puesto de clasificación del Torneo de Clausura, pero cayó en cuartos de final por la vía de los penales contra Escazuceña, luego de perder el duelo de ida por 0-1 y ganar la vuelta con idéntico marcador.

#### Aserrí F. C.
El 8 de julio de 2020, el equipo de Aserrí anuncia el regreso de su franquicia a la Liga de Ascenso, así como de la incorporación de Wright a la dirección técnica que a su vez es socio de la institución. Mauricio llegó acompañado por Try Benneth, Osman Lopéz y su hermano Berny. Dirigió la temporada completa, pero no alcanzó puestos de clasificación de ambos torneos.

#### Deportivo Saprissa
El 20 de abril de 2021, se oficializa la llegada de Mauricio al Deportivo Saprissa para dirigir, de manera interina, las últimas fechas del Torneo de Clausura en sustitución de Roy Myers. Al día siguiente tuvo su primer partido contra Limón en el Estadio Ebal Rodríguez, estando desde la grada ya que debía un encuentro de sanción. Su equipo logró la victoria por 1-2 y con esto rompió la racha de once juegos sin ganar. En la última fecha de la clasificación, terminó accediendo a un puesto a la siguiente ronda de cuarto lugar. El 16 de mayo enfrentó a Alajuelense por la semifinal de ida, ganando por 4-3. Tres días después manejó la ventaja para empatar 2-2 en el partido de vuelta. El 23 de mayo sacó un resultado favorable de 3-2 sobre el Herediano por la final de ida, mientras que el 26 de mayo volvió a ganarle al conjunto rojiamarillo por 0-1 en la vuelta. Su equipo alcanzó el título «36» y Wright consiguió su segundo cetro nacional. El 10 de junio fue ratificado como técnico de Saprissa para los siguientes seis meses. El 17 de junio recibió la distinción de mejor entrenador del Clausura.
El 4 de agosto de 2021, conquistó el primer título de la temporada para el cuadro morado en la Supercopa de Costa Rica luego de que su equipo venciera de forma contundente a Alajuelense por 4-1 en el Estadio Nacional. Debido a resultados irregulares en el Torneo de Apertura y la eliminación en cuartos de final de la Liga Concacaf, el 9 de noviembre se hizo oficial su salida del club.

#### C. S. Cartaginés
El 19 de abril del 2022, Mauricio Wright llegó al cuadro brumoso como asistente técnico de Géiner Segura, donde lograron conquistar el tan ansiado título nacional, ante el conjunto de la Liga Deportiva Alajuelense, después de 81 años de espera. Donde la serie de la gran final terminó con el marcador 2-1 en el global. Después de dos torneos, Mauricio Wright, junto a Géiner Segura, se irían del club el 10 de octubre del 2022.

#### Municipal Grecia
Wright llegaría al conjunto de Grecia el 6 de marzo del 2023. Después que el equipo durante las primeras 11 jornadas del clausura 2023 solo logaron 7 puntos. Wright, durante las siguientes 11 jornadas, lograría 2 victorias, 3 empates y 6 derrotas. A pesar de ello, el Municipal Grecia se salvaría del descenso y Wright continuó en el club, hasta el apertura 2023, donde las primeras tres jornadas perdieron: 3-0 antes Asociación Deportiva San Carlos,  3:4 antes Club Sport Cartaginés y 2:0 antes Santos de Guápiles. Mauricio Wright fue despedido el 6 de octubre.

#### C. S. Cartaginés
El 7 de octubre del 2023, Mauricio Wright regreso al cuadro brumoso como director técnico después de la salida de Paulo Wanchope. Con los brumosos, dirigió 8 partidos, donde ganó dos, empató dos y perdió cuatro. Clasificando como cuarto lugar y llegando a la semifinal donde perdería los partidos antes el Deportivo Saprissa. En Copa centroamericana, en la ronda de clasificación empataría ambos encuentros con marcador de 1-1 antes Comunicaciones Fútbol Club. Donde los cremas ganaron por penales (5-4). Al final, el 14 de diciembre fue despedido.

## Selección nacional
Fue internacional absoluto con la selección costarricense en 67 ocasiones y anotó 6 goles.
Su debut con la selección fue el 1 de diciembre de 1995, en un encuentro válido por la Copa de Naciones UNCAF ante Belice en el Estadio Cuscatlán, que finalizó con marcador de 2-1, y en el que Wright marcó un gol al minuto 88' que permitió que Costa Rica ganara el partido. A su vez también salió expulsado.
Tras disputar cinco encuentros amistosos durante 1996, fue convocado para jugar la eliminatoria mundialista de Concacaf y tuvo su inicio en este tipo de juegos el 1 de septiembre, en el que completó la totalidad de los minutos del triunfo 0-1 sobre Trinidad y Tobago.
Enfrentó su segunda Copa de Naciones UNCAF en 1997, competición donde participó en cuatro de los cinco encuentros. El 27 de abril consiguió su primer título con el combinado costarricense, al quedar como líder del grupo.
Estuvo en la lista que dio el estratega Horacio Cordero para la Copa América 1997. Wright jugó los tres partidos de la fase de grupos, con resultados desfavorables para su selección debido a las derrotas contra Brasil (5-0), Colombia (4-1) y el empate 1-1 ante México. Mauricio se convirtió en el primer futbolista en marcar un gol para su país en esta competición, tras el conseguido frente a los colombianos el 16 de junio.
En 1998 enfrentó los dos compromisos de la etapa de grupos de la Copa de Oro de la Concacaf, como titular contra Cuba (victoria 7-2) y Estados Unidos (derrota 2-1). Asimismo estuvo presente en dos de los tres juegos disputados del torneo continental en su edición de 2000.
La Copa Mundial de 2002 fue su primera competencia máxima con la selección, en la cual llegó a la edad de treinta y un años y sin haber disputado un solo encuentro eliminatorio. Debutó el 4 de junio en el Estadio Mundialista de Gwangju frente a China. Wright completó la totalidad de los minutos y puso el segundo gol para la victoria por 0-2. El 9 de junio, en el Estadio Munhak contra Turquía, se presentó el empate 1-1 y el 13 de junio tuvo acción en la derrota por 2-5 ante Brasil, resultado que dejó a su país eliminado por diferencia de goles con los turcos.
Su selección se debió conformar con el cuarto lugar de la Copa de Oro de la Concacaf 2003, donde Mauricio fue titular inamovible con cinco participaciones.
El 26 de junio de 2004, el futbolista fue convocado por Jorge Luis Pinto para enfrentar la Copa América. Wright jugó como titular los tres partidos de la fase de grupos contra Paraguay (derrota 0-1), Brasil (pérdida 4-1), y la victoria 2-1 sobre Chile, donde Mauricio convirtió el gol del empate transitorio. Su selección quedó eliminada en cuartos de final por Colombia (2-0).
Mauricio fue parte de la convocatoria del entrenador Alexandre Guimarães que disputó la Copa de Oro de la Concacaf 2005. Su única y última participación oficial se dio el 9 de julio frente a Cuba (3-1).

### Participaciones internacionales
| Evento                          | Sede                    | Resultado        | Posición | Partidos | Goles |
| ------------------------------- | ----------------------- | ---------------- | -------- | -------- | ----- |
| Copa de Naciones UNCAF 1995     | El Salvador             | Cuarto lugar     | 4/8      | 3        | 1     |
| Copa de Naciones UNCAF 1997     | Guatemala               | Campeón          | 1/7      | 4        | 0     |
| Copa América 1997               | Bolivia                 | Fase de grupos   | 10/12    | 3        | 1     |
| Copa de Oro de la Concacaf 1998 | Estados Unidos          | Fase de grupos   | 5/10     | 2        | 0     |
| Copa de Oro de la Concacaf 2000 | Estados Unidos          | Cuartos de final | 8/12     | 2        | 0     |
| Copa Mundial de 2002            | Corea del Sur Japón     | Fase de grupos   | 19/32    | 3        | 1     |
| Copa de Oro de la Concacaf 2003 | Estados Unidos · México | Cuarto lugar     | 4/12     | 5        | 0     |
| Copa América 2004               | Perú                    | Cuartos de final | 8/12     | 4        | 1     |
| Copa de Oro de la Concacaf 2005 | Estados Unidos          | Cuartos de final | 5/12     | 1        | 0     |

### Participaciones en eliminatorias
| Evento                     | Sede     | Resultado   | Posición | Partidos | Goles |
| -------------------------- | -------- | ----------- | -------- | -------- | ----- |
| Clasificación Mundial 1998 | Francia  | Eliminado   | 4.ª      | 9        | 0     |
| Clasificación Mundial 2006 | Alemania | Clasificado | 3.ª      | 1        | 0     |

## Estadísticas

### Como futbolista

#### Clubes
Actualizado a fin de carrera deportiva.
| Club                   | País           | Año       | Partidos | Goles |
| ---------------------- | -------------- | --------- | -------- | ----- |
| Deportivo Saprissa     | Costa Rica     | 1991-1998 | 235      | 12    |
| Comunicaciones F.C     | Estados Unidos | 1998-1999 | 22       | 2     |
| San Jose Earthquakes   | Estados Unidos | 1999-2000 | 37       | 3     |
| New England Revolution | Estados Unidos | 2000-2001 | 44       | 3     |
| C. S. Herediano        | Costa Rica     | 2002      | 18       | 1     |
| AEK Athens F. C.       | Grecia         | 2002-2003 | 44       | 2     |
| Shenyang Ginde F. C.   | China          | 2003      | 3        | 0     |
| C. S. Herediano        | Costa Rica     | 2004-2006 | 70       | 10    |
| Deportivo Saprissa     | Costa Rica     | 2006      | 1        | 0     |

#### Selección
Actualizado a fin de carrera deportiva.
| Selección                                                     | Año | Eliminatorias | Eliminatorias | Eliminatorias | Continental | Continental | Continental | Mundial | Mundial | Mundial | Amistosos | Amistosos | Amistosos | Total | Total | Total  |
| Selección                                                     | Año | Part.         | Goles         | Asist.        | Part.       | Goles       | Asist.      | Part.   | Goles   | Asist.  | Part.     | Goles     | Asist.    | Part. | Goles | Asist. |
| ------------------------------------------------------------- | --- | ------------- | ------------- | ------------- | ----------- | ----------- | ----------- | ------- | ------- | ------- | --------- | --------- | --------- | ----- | ----- | ------ |
| Absoluta · Costa Rica                                         |     |               |               |               |             |             |             |         |         |         |           |           |           |       |       |        |
| 1995                                                          | —   | —             | —             | 3             | 1           | 0           | —           | —       | —       | —       | —         | —         | 3         | 1     | 0     |        |
| 1996                                                          | 4   | 0             | 0             | —             | —           | —           | —           | —       | —       | 9       | 1         | 0         | 13        | 1     | 0     |        |
| 1997                                                          | 5   | 0             | 0             | 7             | 1           | 0           | —           | —       | —       | 2       | 0         | 0         | 14        | 1     | 0     |        |
| 1998                                                          | —   | —             | —             | 2             | 0           | 0           | —           | —       | —       | 1       | 0         | 0         | 3         | 0     | 0     |        |
| 1999                                                          | —   | —             | —             | —             | —           | —           | —           | —       | —       | 1       | 0         | 0         | 1         | 0     | 0     |        |
| 2000                                                          | —   | —             | —             | 2             | 0           | 0           | —           | —       | —       | 2       | 0         | 0         | 4         | 0     | 0     |        |
| 2002                                                          | —   | —             | —             | —             | —           | —           | 3           | 1       | 1       | 5       | 0         | 0         | 8         | 1     | 1     |        |
| 2003                                                          | —   | —             | —             | 5             | 0           | 0           | —           | —       | —       | 5       | 0         | 0         | 10        | 0     | 0     |        |
| 2004                                                          | —   | —             | —             | 4             | 1           | 0           | —           | —       | —       | 2       | 0         | 0         | 6         | 1     | 0     |        |
| 2005                                                          | 1   | 0             | 0             | 1             | 0           | 0           | —           | —       | —       | 3       | 0         | 0         | 4         | 0     | 0     |        |
| Total                                                         | 10  | 0             | 0             | 24            | 3           | 0           | 3           | 1       | 1       | 30      | 2         | 0         | 67        | 6     | 1     |        |
| 1. 2. Fuente:Transfermarkt. - National Football Teams - RSSSF |     |               |               |               |             |             |             |         |         |         |           |           |           |       |       |        |

#### Goles internacionales
| Gol | Fecha                  | Sede                                                     | Oponente          | Marcador | Resultado | Competencia                 |
| --- | ---------------------- | -------------------------------------------------------- | ----------------- | -------- | --------- | --------------------------- |
| 1.  | 1 de diciembre de 1995 | Estadio Cuscatlán, San Salvador, El Salvador             | Belice            | 2 - 1    | 2 - 1     | Copa de Naciones UNCAF 1995 |
| 2.  | 7 de noviembre de 1996 | Estadio Municipal, San José, Costa Rica                  | Panamá            | 1 - 0    | 2 - 0     | Amistoso                    |
| 3.  | 16 de junio de 1997    | Estadio Ramón Aguilera, Santa Cruz de la Sierra, Bolivia | Colombia          | 3 - 1    | 4 - 1     | Copa América 1997           |
| 4.  | 28 de enero de 1998    | Estadio Morera Soto, Alajuela, Costa Rica                | Trinidad y Tobago | 1 - 0    | 4 - 0     | Amistoso                    |
| 5.  | 4 de junio de 2002     | Estadio Mundialista, Gwangju, Corea del Sur              | China             | 0 - 2    | 0 - 2     | Copa Mundial de 2002        |
| 6.  | 14 de julio de 2004    | Estadio Jorge Basadre, Tacna, Perú                       | Chile             | 1 - 1    | 1 - 2     | Copa América 2004           |

### Como entrenador

#### Rendimiento
Actualizado al último partido dirigido el 3 de noviembre de 2021.
| Equipo                           | Div.                 | Temporada            | Estadísticas | Estadísticas | Estadísticas | Estadísticas | Estadísticas | Estadísticas | Estadísticas | Estadísticas | % Efect. |
| Equipo                           | Div.                 | Temporada            | PD           | G            | E            | P            | GF           | GC           | DG           | Puntos       | % Efect. |
| -------------------------------- | -------------------- | -------------------- | ------------ | ------------ | ------------ | ------------ | ------------ | ------------ | ------------ | ------------ | -------- |
| Brujas F. C. · Costa Rica        |                      |                      |              |              |              |              |              |              |              |              |          |
| 1.ª                              | Invierno 2007        | 20                   | 7            | 7            | 6            | 28           | 26           | +2           | 28           | 46.67%       |          |
| 1.ª                              | Verano 2008          | 20                   | 9            | 4            | 7            | 29           | 31           | -2           | 31           | 51.67%       |          |
| 1.ª                              | Invierno 2008        | 18                   | 8            | 5            | 5            | 34           | 25           | +9           | 29           | 53.70%       |          |
| 1.ª                              | Verano 2009          | 18                   | 7            | 5            | 6            | 23           | 20           | +3           | 26           | 48.15%       |          |
| 1.ª                              | Invierno 2009        | 22                   | 10           | 7            | 5            | 29           | 22           | +7           | 37           | 56.06%       |          |
| 1.ª                              | Verano 2010          | 16                   | 2            | 7            | 7            | 11           | 18           | -7           | 13           | 27.08%       |          |
| Total club                       | Total club           | 114                  | 43           | 35           | 36           | 154          | 142          | +12          | 164          | 47.95%       |          |
| Puntarenas F. C. · Costa Rica    |                      |                      |              |              |              |              |              |              |              |              |          |
| 1.ª                              | Verano 2011          | 6                    | 2            | 0            | 4            | 5            | 8            | -3           | 6            | 33.33%       |          |
| Total club                       | Total club           | 6                    | 2            | 0            | 4            | 5            | 8            | -3           | 6            | 33.33%       |          |
| Pérez Zeledón · Costa Rica       |                      |                      |              |              |              |              |              |              |              |              |          |
| 1.ª                              | Verano 2012          | 22                   | 11           | 5            | 6            | 39           | 28           | +11          | 38           | 57.58%       |          |
| Total club                       | Total club           | 22                   | 11           | 5            | 6            | 39           | 28           | +11          | 38           | 57.58%       |          |
| Deportivo Malacateco · Guatemala |                      |                      |              |              |              |              |              |              |              |              |          |
| 1.ª                              | Apertura 2012        | 26                   | 8            | 8            | 10           | 32           | 30           | +2           | 32           | 41.03%       |          |
| 1.ª                              | Clausura 2013        | 24                   | 11           | 6            | 7            | 27           | 23           | +4           | 39           | 54.17%       |          |
| 1.ª                              | Apertura 2013        | 24                   | 7            | 8            | 9            | 24           | 29           | -5           | 29           | 40.28%       |          |
| 1.ª                              | Clausura 2014        | 22                   | 7            | 4            | 11           | 24           | 33           | -9           | 25           | 37.88%       |          |
| Total club                       | Total club           | 96                   | 33           | 26           | 37           | 107          | 115          | -8           | 125          | 43.40%       |          |
| C. S. Cartaginés · Costa Rica    |                      |                      |              |              |              |              |              |              |              |              |          |
| 1.ª                              | Copa 2014            | 6                    | 5            | 1            | 0            | 14           | 8            | +6           | 16           | 88.89%       |          |
| 1.ª                              | Invierno 2014        | 16                   | 8            | 3            | 5            | 18           | 13           | +5           | 27           | 56.25%       |          |
| Total club                       | Total club           | 22                   | 13           | 4            | 5            | 32           | 21           | +11          | 43           | 65.15%       |          |
| C. S. Herediano · Costa Rica     |                      |                      |              |              |              |              |              |              |              |              |          |
| 1.ª                              | Verano 2015          | 20                   | 10           | 5            | 5            | 25           | 21           | +4           | 35           | 58.33%       |          |
| 1.ª                              | Liga Campeones       | 4                    | 2            | 1            | 1            | 6            | 7            | -1           | 7            | 58.33%       |          |
| Total club                       | Total club           | 24                   | 12           | 6            | 6            | 31           | 28           | +3           | 42           | 58.33%       |          |
| C. S. D. Municipal · Guatemala   |                      |                      |              |              |              |              |              |              |              |              |          |
| 1.ª                              | Apertura 2015        | 19                   | 8            | 3            | 8            | 27           | 26           | +1           | 27           | 47.37%       |          |
| 1.ª                              | Liga Campeones       | 4                    | 1            | 1            | 2            | 3            | 4            | -1           | 4            | 33.33%       |          |
| Total club                       | Total club           | 23                   | 9            | 4            | 10           | 30           | 30           | +0           | 31           | 44.93%       |          |
| Pérez Zeledón · Costa Rica       |                      |                      |              |              |              |              |              |              |              |              |          |
| 1.ª                              | Verano 2016          | 22                   | 9            | 2            | 11           | 28           | 30           | -2           | 29           | 43.94%       |          |
| 1.ª                              | Invierno 2016        | 10                   | 2            | 3            | 5            | 10           | 14           | -4           | 9            | 30%          |          |
| Total club                       | Total club           | 32                   | 11           | 5            | 16           | 38           | 44           | -6           | 38           | 39.58%       |          |
| Univ. de Costa Rica · Costa Rica |                      |                      |              |              |              |              |              |              |              |              |          |
| 1.ª                              | Verano 2017          | 22                   | 5            | 7            | 10           | 22           | 33           | -11          | 22           | 33.33%       |          |
| Total club                       | Total club           | 22                   | 5            | 7            | 10           | 22           | 33           | -11          | 22           | 33.33%       |          |
| Deportivo Malacateco · Guatemala |                      |                      |              |              |              |              |              |              |              |              |          |
| 1.ª                              | Apertura 2017        | 22                   | 7            | 5            | 10           | 29           | 29           | +0           | 26           | 39.39%       |          |
| 1.ª                              | Clausura 2018        | 6                    | 1            | 1            | 4            | 3            | 9            | -6           | 4            | 22.22%       |          |
| Total club                       | Total club           | 28                   | 8            | 6            | 14           | 32           | 38           | -6           | 30           | 35.71%       |          |
| A. D. Barrio México · Costa Rica |                      |                      |              |              |              |              |              |              |              |              |          |
| 2.ª                              | Clausura 2020        | 9                    | 3            | 4            | 2            | 12           | 7            | +5           | 13           | 48.15%       |          |
| Total club                       | Total club           | 9                    | 3            | 4            | 2            | 12           | 7            | +5           | 13           | 48.15%       |          |
| Aserrí F. C. · Costa Rica        |                      |                      |              |              |              |              |              |              |              |              |          |
| 2.ª                              | Apertura 2020        | 10                   | 3            | 4            | 3            | 11           | 13           | -2           | 13           | 43.33%       |          |
| 2.ª                              | Clausura 2021        | 10                   | 2            | 2            | 6            | 9            | 20           | -11          | 8            | 26.67%       |          |
| Total club                       | Total club           | 20                   | 5            | 6            | 9            | 20           | 33           | -13          | 21           | 35%          |          |
| Deportivo Saprissa · Costa Rica  |                      |                      |              |              |              |              |              |              |              |              |          |
| 1.ª                              | Clausura 2021        | 8                    | 5            | 2            | 1            | 17           | 13           | +4           | 17           | 70.83%       |          |
| 1.ª                              | Apertura 2021        | 19                   | 7            | 7            | 5            | 32           | 20           | +12          | 28           | 49.12%       |          |
| 1.ª                              | Supercopa 2021       | 1                    | 1            | 0            | 0            | 4            | 1            | +3           | 3            | 100%         |          |
| 1.ª                              | Liga Concacaf        | 4                    | 3            | 0            | 1            | 11           | 7            | +4           | 9            | 75%          |          |
| Total club                       | Total club           | 32                   | 16           | 9            | 7            | 64           | 41           | +23          | 57           | 59.38%       |          |
| Total en sus equipos             | Total en sus equipos | Total en sus equipos | 450          | 171          | 117          | 162          | 586          | 568          | +18          | 630          | 46.67%   |

## Palmarés

### Como jugador

#### Títulos nacionales
| Título                         | Club                | País       | Año  |
| ------------------------------ | ------------------- | ---------- | ---- |
| Primera División de Costa Rica | Deportivo Saprissa  | Costa Rica | 1994 |
| Primera División de Costa Rica | Deportivo Saprissa  | Costa Rica | 1995 |
| Liga Nacional de Guatemala     | Comunicaciones F. C | Guatemala  | 1998 |

#### Títulos internacionales
| Título                           | Equipo                  | Sede       | Año  |
| -------------------------------- | ----------------------- | ---------- | ---- |
| Copa de Campeones de la Concacaf | Deportivo Saprissa      | Guatemala  | 1993 |
| Copa de Campeones de la Concacaf | Deportivo Saprissa      | Costa Rica | 1995 |
| Copa de Naciones UNCAF           | Selección de Costa Rica | Guatemala  | 1997 |

### Como entrenador

#### Títulos nacionales
| Título                         | Club               | País       | Año  |
| ------------------------------ | ------------------ | ---------- | ---- |
| Primera División de Costa Rica | Brujas F.C         | Costa Rica | 2009 |
| Torneo de Copa de Costa Rica   | C. S. Cartaginés   | Costa Rica | 2014 |
| Primera División de Costa Rica | Deportivo Saprissa | Costa Rica | 2021 |
| Supercopa de Costa Rica        | Deportivo Saprissa | Costa Rica | 2021 |

#### Distinciones individuales
| Distinción                                   | Año  |
| -------------------------------------------- | ---- |
| Mejor entrenador del Torneo de Clausura 2021 | 2021 |